# 平江駅
平江駅（ピョンガンえき）は、大韓民国釜山広域市江西区にある釜山-金海軽電鉄の駅である。駅番号は8。

## 歴史
- 2011年9月9日 - 開業。

## 駅構造
相対式ホーム2面2線を有する高架駅で、フルスクリーンタイプのホームドアが設置されている。

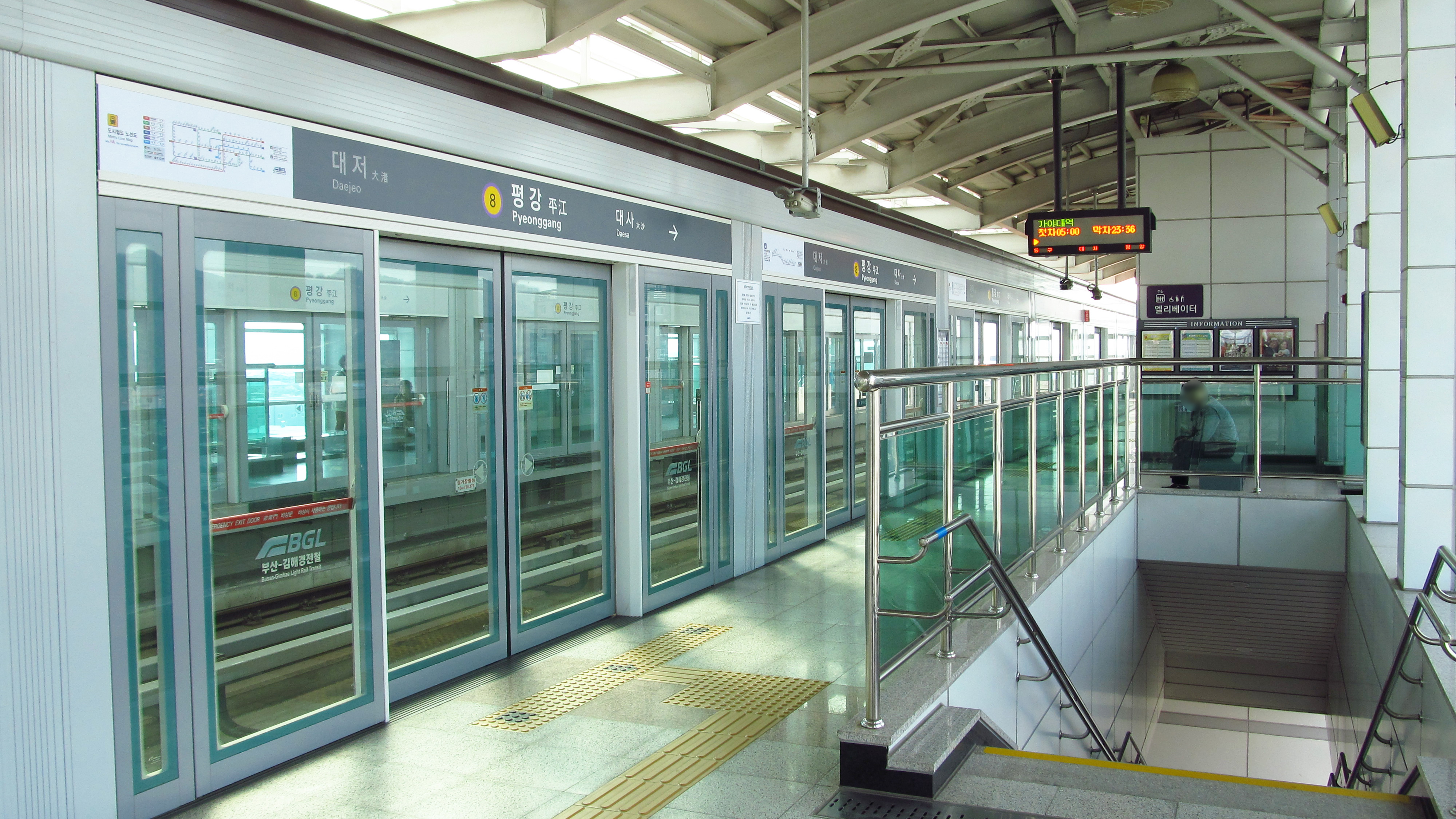
下りホーム（2018年3月）
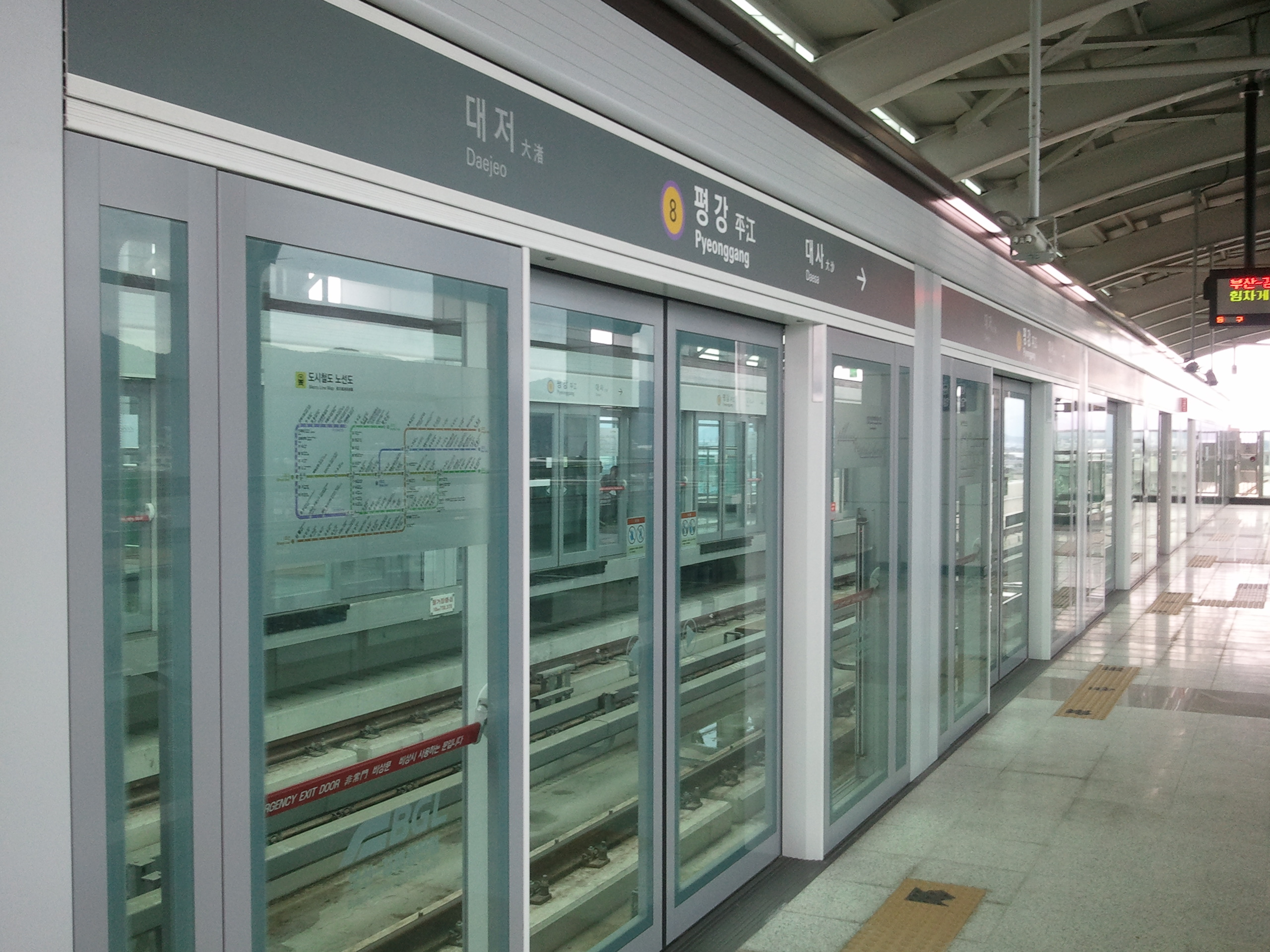
ホームドア

### のりば
| 上り | ●釜山-金海軽電鉄 | 沙上方面   |
| 下り | ●釜山-金海軽電鉄 | 加耶大方面 |

## 駅周辺
- 大渚初等学校
- 釜山交通公社大渚車両事務所
- 釜山刑務所

## 隣の駅
釜山-金海軽電鉄
●釜山-金海軽電鉄
大渚駅（7） - 平江駅（8） - 大沙駅（9）